# سيوارين (نيوجيرسي)
سيوارين (بالإنجليزية: Sewaren CDP, New Jersey)‏ هي منطقة سكنية تقع بولاية نيوجيرسي في الولايات المتحدة. تبلغ مساحتها 2.601 كم2، وترتفع عن سطح البحر 5 م، بلغ عدد سكانها 2,756 نسمة في عام 2010 حسب إحصاء مكتب تعداد الولايات المتحدة وتصل الكثافة السكانية فيها 1,059.6 نسمة لكل كيلومتر مربع (2,744.4/ميل2).

## التركيبة السكانية
حدّد مكتب تعداد الولايات المتحدة بيانات التركيبة السكانية لسيوارين في تعداد الولايات المتحدة. في ما يلي، التركيبة السكانية حسب تعدادي 2000 و2010.

### تعداد عام 2000
بلغ عدد سكان سيوارين 2,780 نسمة بحسب تعداد عام 2000، وبلغ عدد الأسر 1,019 أسرة وعدد العائلات 768 عائلة مقيمة في المنطقة السكنية. في حين سجلت الكثافة السكانية 1,068.8 نسمة لكل كيلومتر مربع (2,768.2/ميل2). وبلغ عدد الوحدات السكنية 1,046 وحدة بمتوسط كثافة قدره 402.2 لكل كيلومتر مربع (1,041.7/ميل2).
وتوزع التركيب العرقي للمنطقة السكنية بنسبة 85.36% من البيض و5.72% من الأمريكيين الأفارقة و0.18% من الأمريكيين الأصليين و4.71% من الأمريكيين ذوي الأصول الآسيوية و0.04% من سكان جزر المحيط الهادئ و2.73% من الأعراق الأخرى و1.26% من عرقين مختلطين أو أكثر و9.57% من الهسبانيون أو اللاتينيون من أي عرق.
بلغ عدد الأسر 1,019 أسرة كانت نسبة 38.2% منها لديها أطفال تحت سن الثامنة عشر تعيش معهم، وبلغت نسبة الأزواج القاطنين مع بعضهم البعض 57% من أصل المجموع الكلي للأسر، ونسبة 13.5% من الأسر كان لديها معيلات من الإناث دون وجود شريك،  بينما كانت نسبة 4.8% من الأسر لديها معيلون من الذكور دون وجود شريكة وكانت نسبة 24.6% من غير العائلات. تألفت نسبة 20.6% من أصل جميع الأسر من عدة أفراد يعيشون في نفس المنزل ونسبة 7% كانت تتألف من شخص يعيش بمفرده يبلغ من العمر 65 عاماً أو أكثر. وبلغ متوسط حجم الأسرة المعيشية 2.73، أما متوسط حجم العائلات فبلغ 3.16.
بلغ العمر الوسطي للسكان 37.7 عاماً. وكانت نسبة 23.8% من القاطنين تحت سن الثامنة عشر، وكانت نسبة 7.5% بين الثامنة عشر والرابعة والعشرين عاماً، ونسبة 31.5% كانت واقعةً في الفئة العمرية ما بين الخامسة والعشرين والرابعة والأربعين عاماً، ونسبة 24.6% كانت ما بين الخامسة والأربعين والرابعة والستين، ونسبة 12.6% كانت ضمن فئة الخامسة والستين عاماً فما فوق. يوجد لكل 100 أنثى 92.8 ذكر، ويوجد لكل 100 أنثى في الثامنة عشر من عمرها فما فوق 88.1 ذكر.
بلغ متوسط دخل الأسرة في المنطقة السكنية 62,381 دولارًا، أما متوسط دخل العائلة فبلغ 72,685 دولارًا. وكان متوسط دخل الذكور 46,683 دولارًا مقابل 35,655 دولارًا للإناث. وسجل دخل الفرد الخاص بالمنطقة السكنية 24,681 دولارًا. وكانت نسبة 2.5% من العائلات ونسبة 3.5% من السكان تحت خط الفقر، وكان من هؤلاء نسبة 0.6% تحت سن الثامنة عشر ونسبة 4.6% في الخامسة والستين من العمر وما فوق.

### تعداد عام 2010
بلغ عدد سكان سيوارين 2,756 نسمة بحسب تعداد عام 2010، وبلغ عدد الأسر 1,005 أسرة وعدد العائلات 722 عائلة مقيمة في المنطقة السكنية. في حين سجلت الكثافة السكانية 1,059.6 نسمة لكل كيلومتر مربع (2,744.4/ميل2). وبلغ عدد الوحدات السكنية 1,043 وحدة بمتوسط كثافة قدره 401 لكل كيلومتر مربع (1,038.6/ميل2).
وتوزع التركيب العرقي للمنطقة السكنية بنسبة 79.54% من البيض و7.98% من الأمريكيين الأفارقة و0.15% من الأمريكيين الأصليين و6.20% من الأمريكيين ذوي الأصول الآسيوية و0.18% من سكان جزر المحيط الهادئ و3.74% من الأعراق الأخرى و2.21% من عرقين مختلطين أو أكثر و18.69% من الهسبانيون أو اللاتينيون من أي عرق.
بلغ عدد الأسر 1,005 أسرة كانت نسبة 35.2% منها لديها أطفال تحت سن الثامنة عشر تعيش معهم، وبلغت نسبة الأزواج القاطنين مع بعضهم البعض 53.1% من أصل المجموع الكلي للأسر، ونسبة 14.7% من الأسر كان لديها معيلات من الإناث دون وجود شريك،  بينما كانت نسبة 4% من الأسر لديها معيلون من الذكور دون وجود شريكة وكانت نسبة 28.2% من غير العائلات. تألفت نسبة 22.2% من أصل جميع الأسر من عدة أفراد يعيشون في نفس المنزل ونسبة 7.4% كانت تتألف من شخص يعيش بمفرده يبلغ من العمر 65 عاماً أو أكثر. وبلغ متوسط حجم الأسرة المعيشية 2.74، أما متوسط حجم العائلات فبلغ 3.26.
بلغ العمر الوسطي للسكان 40.5 عاماً. وكانت نسبة 21.8% من القاطنين تحت سن الثامنة عشر، وكانت نسبة 8.6% بين الثامنة عشر والرابعة والعشرين عاماً، ونسبة 26.3% كانت واقعةً في الفئة العمرية ما بين الخامسة والعشرين والرابعة والأربعين عاماً، ونسبة 30.8% كانت ما بين الخامسة والأربعين والرابعة والستين، ونسبة 12.5% كانت ضمن فئة الخامسة والستين عاماً فما فوق. وتوزع التركيب الجنسي للسكان بنسبة 48.1% ذكور و51.9% إناث.